# Gracillaria ussuriella
Gracillaria ussuriella là một loài bướm đêm thuộc họ Gracillariidae. Nó được tìm thấy ở Nhật Bản (Hokkaidō, Honshū, Kyūshū) và vùng Viễn Đông Nga.
Sải cánh dài 9.8–12 mm.
Ấu trùng ăn Fraxinus species, bao gồm Fraxinus americana, Fraxinus chinensis, Fraxinus mandshurica và Fraxinus pennsylvanica. Chúng ăn lá nơi chúng làm tổ.